# Bambusa concava
Bambusa concava är en gräsart som beskrevs av Wan Tao Lin. Bambusa concava ingår i släktet Bambusa och familjen gräs.
Artens utbredningsområde är Hainan (Kina). Inga underarter finns listade i Catalogue of Life.